# Asphaltblase
Eine Asphaltblase ist eine Auswölbung der Straßendecke. Sie entsteht dadurch, dass im Asphalt eingeschlossenes Wasser verdampft und die Decke nach oben drückt. Dazu reichen schon hochsommerliche Temperaturen.
Umgangssprachlich wird auch ein ziemlich kleines Auto als Asphaltblase bezeichnet. Häufig ist damit die BMW Isetta oder auch ein Smart Fortwo gemeint. In der DDR war dies eine scherzhafte Umschreibung für das dortige Automodell Trabant.